# Sergeant at Arms of the United States Senate
Sergeant at Arms and Doorkeeper of the Senate ist die offizielle Bezeichnung für jenen leitenden Exekutivbeamten, der für die Durchführung von sicherheitspolizeilichen Maßnahmen sowie für die Vollziehung der Hausordnung und Regeln des Senats der Vereinigten Staaten innerhalb des Kapitols verantwortlich ist.

## Ernennung
Der Ernennung des Sergeants at Arms erfolgt durch einfachen Mehrheitsbeschluss des Senats. Die Auswahl des Beamten obliegt der Mehrheitspartei, üblicherweise wird er jedoch einstimmig gewählt.

## Aufgaben
Eine der Aufgaben des Sergeants at Arms ist es, den im Senat verwendeten Sitzungshammer aufzubewahren. Er kann auch die Anwesenheit abwesender Senatoren verlangen.
Zusammen mit dem Architekten des Kapitols und dem House Sergeant at Arms bildet er das Capitol Police Board, das für die Sicherheit rund um die Gebäude verantwortlich ist.
Der Sergeant at Arms of the Senate kann Personen bei Verletzung der für den Senat geltenden Regeln oder wenn sie die Arbeit des Kongresses behindern, indem sie beispielsweise eine Subpoena ignorieren, festnehmen, davon ist auch der Präsident der Vereinigten Staaten nicht ausgenommen.
Außerdem gehört es zu den Aufgaben des Sergeant at Arms offizielle Gäste des Senats zu eskortieren, Begräbnisse von Senatoren zu organisieren, die Amtseinführung des Präsidenten mit zu planen und die Einführung neuer Senatoren zu organisieren. Auch die Senatoren eskortiert er, wenn sie sich innerhalb ihres Amtes bewegen.
Zusätzlich fällt die Ausstattung des Senates mit elektronischen Geräten wie Computern und Telefonen in die Zuständigkeit des Büros des Sergeants at Arms.

## Sergeants at Arms des US-Senats
| Sergeant at Arms         | Bild | Herkunft       | Amtszeit                               |
| ------------------------ | ---- | -------------- | -------------------------------------- |
| James Mathers            |      | New York       | 7. April 1789 bis 2. September 1811    |
| Mountjoy Bayly           |      | Maryland       | 6. November 1811 bis 9. Dezember 1833  |
| John Shackford           |      | New Hampshire  | 9. Dezember 1833 bis 1837              |
| Stephen Haight           |      | New York       | 4. September 1837 bis 7. Juni 1841     |
| Edward Dyer              |      | Maryland       | 7. Juni 1841 bis 9. Dezember 1845      |
| Robert Beale             |      | Virginia       | 9. Dezember 1845 bis 17. März 1853     |
| Dunning Robert McNair    |      | Pennsylvania   | 17. März 1853 bis 6. Juli 1861         |
| George T. Brown          |      | Illinois       | 6. Juli 1861 bis 22. März 1869         |
| John Robert French       |      | New Hampshire  | 22. März 1869 bis 24. März 1879        |
| Richard J. Bright        |      | Indiana        | 24. März 1879 bis 18. Dezember 1883    |
| William P. Canaday       |      | North Carolina | 18. Dezember 1883 bis 30. Juni 1890    |
| Edward Kimble Valentine  |      | Nebraska       | 30. Juni 1890 bis 7. August 1893       |
| Richard J. Bright        |      | Indiana        | 8. August 1893 bis 1. Februar 1900     |
| Daniel M. Ransdell       |      | Indiana        | 1. Februar 1900 bis 26. August 1912    |
| E. Livingston Cornelius  |      | Maryland       | 10. Dezember 1912 bis 4. März 1913     |
| Charles P. Higgins       |      | Missouri       | 13. März 1913 bis 3. März 1919         |
| David Sheldon Barry, sr. |      | Rhode Island   | 19. Mai 1919 bis 7. Februar 1933       |
| Chesley W. Jurney        |      | Texas          | 9. März 1933 bis 31. Januar 1943       |
| Wall Doxey               |      | Mississippi    | 1. Februar 1943 bis 3. Januar 1947     |
| Edward F. McGinnis       |      | Illinois       | 4. Januar 1947 bis 2. Januar 1949      |
| Joseph C. Duke           |      | Arizona        | 3. Januar 1949 bis 2. Januar 1953      |
| Forest Arthur Harness    |      | Indiana        | 3. Januar 1953 bis 4. Januar 1955      |
| Joseph C. Duke           |      | Arizona        | 5. Januar 1955 bis 30. Dezember 1965   |
| Robert G. Dunphy         |      | Rhode Island   | 14. Januar 1966 bis 30. Juni 1972      |
| William H. Wannall       |      | Maryland       | 1. Juli 1972 bis 17. Dezember 1975     |
| Frank Hoffmann           |      | Maryland       | 18. Dezember 1975 bis 4. Januar 1981   |
| Howard S. Liebengood     |      | Virginia       | 5. Januar 1981 bis 12. September 1983  |
| Larry E. Smith           |      | Virginia       | 13. September 1983 bis 2. Juni 1985    |
| Ernest E. Garcia         |      | Kansas         | 3. Juni 1985 bis 5. Januar 1987        |
| Henry K. Giugni          |      | Hawaii         | 6. Januar 1987 bis 31. Dezember 1990   |
| Martha S. Pope           |      | Connecticut    | 3. Januar 1991 bis 14. April 1994      |
| Robert Laurent Benoit    |      | Maine          | 15. April 1994 bis 3. Januar 1995      |
| Howard O. Greene, Jr.    |      | Oklahoma       | 4. Januar 1995 bis 6. September 1996   |
| Gregory S. Casey         |      | Idaho          | 6. September 1996 bis 9. November 1998 |
| James W. Ziglar          |      | Mississippi    | 9. November 1998 bis 3. September 2001 |
| Alfonso E. Lenhardt      |      | New York       | 4. September 2001 bis 16. März 2003    |
| William Henry Pickle     |      | Colorado       | 17. März 2003 bis 3. Januar 2007       |
| Terrance William Gainer  |      | Illinois       | 4. Januar 2007 bis 2. Mai 2014         |
| Andrew Baker Willison    |      | Ohio           | 5. Mai 2014 bis 5. Januar 2015         |
| Francis J. Larkin III    |      | Maryland       | 6. Januar 2015 bis 15. April 2018      |
| Michael C. Stenger       |      | New Jersey     | seit 16. April 2018 bis 7. Januar 2021 |
| Jennifer Hemingway       |      |                | 7. Januar 2021 bis 22. März 2021       |
| Karen Gibson             |      | Montana        | 22. März 2021 bis 3. Januar 2025       |
| Jennifer Hemingway       |      |                | seit 3. Januar 2025                    |